# Mitologia P-Funk
A mitologia P-Funk se refere a um grupo de personagens recorrentes, temas e ideias principalmente contidas na canções das bandas de George Clinton , o Parliament e o Funkadelic. Essa "funkologia" foi descrita em notas nas capas dos álbuns e letras das canções, além de arte dos álbuns, fantasias, anúncios, e brincadeiras no palco. O "afrofunk do Dr. Seuss" é sempre citado como um componente crítico do movimento afrofuturista.

## História
A mitologia da era espacial de George Clinton começou a surgir com o lançamento do autointitulado álbum de estreia do Funkadelic em 1970. Posteriormente naquele mesmo ano, o Parliament lançou seu álbum de estreia Osmium. A cosmologia de Clinton esteve amplamente ausente no segundo álbum e demorou mais tempo a florescer na produção do Parliament. De um modo geral, o Parliament era um grupo orientado para a dança, enquanto o Funkadelic era mais sério e psicodélico.
As duas bandas compartilhavam músicos e vocalistas, e Clinton não deixava claro as linhas entre ambos, referindo-se a sua banda de turnê como "A Parliafunkadelicment Thang". A forma abreviada para este conglomerado tornou-se o "P-Funk", e cresceu incluindo ramificações como P-Funk All Stars, Bootsy's Rubber Band, Parlet, The Brides of Funkenstein, The Horny Horns e álbuns solo de Eddie Hazel e Bernie Worrell. Em meados dos anos 70, o P-Funk era uma série de artistas e grupos  de enorme sucesso. Um ranking dos melhores shows ao vivo de 1977 incluía três bandas do conglomerado nas primeiras quinze posições.
Após os primeiros álbuns das bandas, Clinton começou a sentir que algo mais conceitual estava em progresso e expressou profunda admiração pelos álbuns do The Who, Tommy e Sgt. Pepper's Lonely Hearts Club Band dos Beatles como "as duas peças musicais mais clássicas que eu já vi, onde tudo se relacionava. Então eu queria fazer algo desse tipo de coisa." Clinton se estabeleceu no conceito extraterrestre por causa de sua originalidade, dizendo: "Coloque crioulos em lugares que você normalmente não os vê. E ninguém tinha os visto em espaçonaves! Uma vez que você os visse em naves espaciais como se fossem Cadillacs, então era engraçado, legal."
O principal autor da mitologia P-Funk além de George Clinton foi Pedro Bell, que ilustrou as capas de muitos discos de P-Funk. As ilustrações de Bell, feitas com canetas hidrográficas incluiam prolongados ensaios que expandiram os mitos das letras de Clinton com uma sintaxe complementar que "forjou uma nova esfera da línguagem negra". Embora Bell tenha cunhado termos como "Rumpasaurus" e feito extensas contribuições para a mitologia do P-Funk, seu trabalho tem sido largamente negligenciado.
Clinton apontava a série The Outer Limits como influência em sua elaborada narrativa, mas mais importante, ele e Bootsy Collins encontraram um OVNI juntos enquanto dirigiam para Detroit. Clinton se lembra da luz saltando de um lado para outro da rua, e ele comentando com Collins: "A Nave-Mãe (Mothership) estava com raiva de nós por desistir do funk sem permissão." A luz saltitante acabou focando em seu carro, e Clinton pediu a Collins para "pisar fundo".
A mitologia P-Funk era apenas uma ferramenta no arsenal do conglomerado. Em meados da década de 1970, Clinton estava adicionando ao [[funk] muitas coisas de uma só vez, "uma estética, uma jogada de marketing, um plano de batalha nacionalista cultural negro e um modo de ser, se não uma disciplina espiritual." Ele estava desenhando em tudo, desde a "linguagem moderna dos beboppers, os primeiros deejays negros de rádio e os decretos apocalípticos anti-escravagistas da Nação do Islã" bem como os Yippies e os Panteras Negras. Clinton estava posicionando o P-Funk como uma "resposta radical ao estado policial americano" e "a antítese de tudo o que era estéril, unidimensional, monocromático, aritmético e contrário à liberdade de expressão corporal no universo conhecido." Em sua iteração mais simples, Clinton afirmou que o "funk" era equivalente à "verdade".

## Funkadelic
Os álbuns do Funkadelic são geralmente mais abstratos que os do Parliament. Em vez de contar a história de um elenco de personagens, a mitologia do  Funkadelic é definida como um espiritualismo socialmente consciente. Um dos traços definidores da mitologia do P-Funk é que ela é de fato uma forma de comentário social na medida em que "pegava todo a 'breguice' que a América tinha para oferecer e foi junto com ela, levando as modas e a tecnologia da época às últimas e absurdas conclusõess, ampliando a estética dos anos 70 em um desenho pulsante com olhos de peixe e, ao fazê-lo, glorificava a cultura americana e seu papel na sua evolução contínua."
Em "Mommy, What's a Funkadelic?", a faixa de abertura do álbum de estreia do Funkadelic de 1970, a cosmologia de Clinton começa a emergir com essas palavras: "A propósito, meu nome é Funk ... Eu não sou do seu mundo ... Segura aí, baby, não vou fazer nenhum mal a você ... Eu sou Funkadelic, dedicado ao sentimento do bem.'" A mesma introdução de "Funkadelic" é repetida no início da faixa de encerramento do álbum "What Is Soul".
No segundo álbum do Funkadelic, Free Your Mind... And Your Ass Will Follow (1970), o funk é colocado como um caminho para a iluminação na faixa-título: "Abra sua mente funky e você pode voar... Liberte sua mente e sua bunda a seguirá... O reino dos céus está dentro". Esse sentimento é ecoado em canções subsequentes como "Standing on the Verge of Getting It On" (1974) que contém o verso: "A canção é projetada para libertar sua mente funky. Nós viemos ajudá-lo a lidar com outra realidade". Uma iteração mais escatológica vem na canção "Promentalshitbackwashpsychosis Enema Squad (The Doo Doo Chasers)" (1978) onde "funk" é defenido como "a P-Preparação, o suco de ameixa da mente, um movimento intestinal, mental e musical, Groove-lax... Um removedor de cocô psicológico, um enema neurológico".
Muitas das letras em canções de P-Funk implicam que a banda é apenas um meio para a divindade de Deus que toma a forma do funk. Em outras ocasiões, a banda ou Clinton são escalados como seres sacerdotais encarregados de guiar a humanidade pela canção. Na canção "Phunklords", eles cantam: "somos os Phunklords... enviados para você de eons de distância
apenas para espalhar algum funk em seu caminho". No início de "The Electronic Spanking of War Babies", Clinton explica que ele foi "adotado por aliens" aos 17 anos de idade, e que "eles há muito tempo me programaram para retornar com essa mensagem." As notas do encarte de Standing on the Verge of Getting It On expica que "No Oitavo Dia, a trombeta cósmica da Mãe Natureza foi tocada para envolver este Terceiro Planeta em VIBRAÇÕES FUNKADÉLICAS. E ela deu vida aos apóstolos Ra, Hendrix, Stone e CLINTON para preservar toda a 'funkiness' do homem até a eternidade... Mas! Forças fraudulentas do detestável 'JIVATION' cresceram... apenas mudas de GEORGE permaneceram! Como veio a ser, ele de fato gerou o FUNKADELIC para restaurar a Ordem Dentro do Universo."
O título do terceiro álbum da banda, Maggot Brain (1971), tornou-se um conceito duradouro na mitologia do P-Funk. A faixa título abre o álbum com o encantamento: "A Mãe Natureza está grávida pela terceira vez... pois todos vocês a emprenharam. Eu provei as larvas na mente do Universo." O cérebro da larva é um "estado mental" com consequências potencialmente desastrosas se nada for feito à respeito. O encantamento em "Maggot Brain" conclui: "Eu sabia que tinha que subir acima de tudo ou me afogar em minha própria merda." A canção "Super Stupid" liga o cérebro da larva ao medo com letras sobre um protagonista que cheira heroína pensando que é cocaína. "Super Stupid" é dito ter um "cérebro de larva" e ter "perdido a luta e o vencedor é o medo". O encarte do álbum reforça a conexão entre cérebro de verme e medo, citando o escrito de Robert de Grimston, "
O medo é a raiz da destruição do homem de si mesmo. Sem medo não há culpa. Sem culpa não há conflito. Sem conflito não há destruição."
O encarte de One Nation Under a Groove (1978) é um típico exemplo de como a mitologia P-Funk se expandiu em letras de canções para desenvolver uma narrativa satírica. O encarte inclui um resumo das "The Funk Wars 1984 B.C.", que é uma paródia do filme Star Wars. Assim como no filme de George Lucas, as Funk Wars começam com "ERA UMA VEZ... num universo paralelo distante". Ao invés de  Darth Vader, o vilão é "BARFT VADA", e seus soldados empunham "Blight Sabres". VADA proibiu o funk em favor da discoteca para "manter a constipação mental" e evitar que a Funkadelica "desprogramasse a população". O herói, JASPER SPATIC, inventou uma 'Throb Gun', que ele dispara em uma discoteca, provocando uma batalha épica e derrota Barft Vada. A história termina com Jasper refletindo sobre o que aconteceria na próxima vez que o Barft Vada causasse problemas, esperando que alguém alertasse as pessoas que "PENSE! NÃO É ILEGAL AINDA!", que é um cântico ouvido na versão ao vivo de "Maggot Brain" que fecha o álbum.

## Parliament
Quatro anos depois do lançamento de seu álbum de estreia, o Parliament lançou seu segundo álbum, Up for the Down Stroke que faz a primeira referência direta à mitologia que se enraizou nos primeiros álbuns de Funkadelic. Em "I Just Got Back (From the Fantasy, Ahead of Our Time in the Four Lands of Ellet)", o narrador anuncia: "Eu acabei de voltar de outro mundo." Está localizado "através da montanha e através dos mares, além da lua, além de todas as coisas que nós sonhamos". O lugar era tão bonito que o narrador não queria ir embora, mas sentiu que deveria retornar para ajudar o ouvinte a ser pai e "mostrar-lhe o caminho, o caminho certo, eu sinto que você tem que viver". Embora a canção tenha sido escrita por um artista de rua chamado Peter Chase, ela carrega todas as marcas narrativas da cosmologia P-Funk, com sua viagem a um planeta distante e um retorno após uma longa ausência levando iluminação para uma audiência sofrida.

### Mothership Connection
A mitologia do P-Funk começa a sério no álbum do Parliament de 1975 Mothership Connection, que apresenta Clinton emergindo de uma nave espacial na capa. A primeira faixa, "P. Funk (Wants to Get Funked Up)" começa da mesma forma que a faixa-título de Chocolate City, the band's previous album. Um DJ fala diretamente para o público como se ele estivesse no rádio, mas neste álbum, o prefixo da estação é anunciado como "WEFUNK". Está transmitindo do espaço exterior "diretamente da nave-mãe. O DJ revela seu nome como sendo  "The Lollipop Man, alias the Long-Haired Sucker." Ele exorta o ouvinte a se entregar de corpo à rádio para ser curado pela canção porque o "Funk não apenas se move, ele pode se re-mover".
Na canção seguinte, "Mothership Connection (Star Child)", o Starchild titular explica, "Eu sou a Conexão Nave-Mãe (Mothership Connection)" e que  "nós retornamos para reivindicar as pirâmides." Starchild convida o ouvinte a "subir até a Nave-Mãe". Depois perfunta, "Você tá a fim de ir para a Ilha de Páscoa? O Triângulo das Bermudas?", reforçando a imagem dos antigos aliens da canção. "Unfunky UFO" retrata uma nave espacial cheia de pessoas de um "mundo moribundo" que cantam: "estamos sem funk e somos obsoletos". Eles estão desesperados por algum funk, querendo "pegar o seu funk e torná-lo meu" e implorando ao ouvinte para "me mostrar como você faz o funk".
Esta necessidade primordial de funk é ecoada na canção do álbum mais bem posicionada nas paradas, "Give Up the Funk (Tear the Roof off the Sucker)",
com suas súplicas de "Se entregue ao funk ... nós temos que ter o funk". A faixa que encerra o álbum introduz um importante conceito na mitologia P-Funk com seu título: "Night Of The Thumpasorous Peoples". A letra da canção é basicamente"gaga googoo", mas a linhagem do Thumpasorous é um recurso recorrente em lançamentos subseqüentes.
O álbum seguinte do Parliament, The Clones of Dr. Funkenstein, é o tesouro da narrativa de seus lendários shows ao vivo. A primeira metade do álbum introduz personagens-chave como o Dr. Funkenstein e expande termos como "Thumpasorous".

### Funkentelechy Vs. the Placebo Syndrome
Com o P-Funk Earth Tour em alta rotatividade, o Parliament lançou Funkentelechy Vs. the Placebo Syndrome em 1977. A primeira faixa, "Bop Gun (Endangered Species)", arma o funk como dispositivo de autoproteção: "Quando a síndrome está por perto, não baixe a guarda. Tudo o que você tem que fazer é chamar o funk... dançar é a proteção... Em guarda! Se proteja!... Atire neles com sua bop gun" A canção seguinte, "Sir Nose d'Voidoffunk (Pay Attention - B3M)", introduz o personagem-título que afirma ser "o sedutor subliminar" e "desprovido de funk". Sir Nose afirma que Starchild pode ter vencido a batalha, mas que ele retornará. Posteriormente na canção, Starchild aparece,  "perseguindo os narizes", e se proclama "Protetor do Princípio do Prazer". "Nose" instantaneamente se tornou um termo recorrente para a negatividade na mitologia P-Funk, sugerindo frases como "um funk por dia mantém o Nose afastado". O conceito para o personagem originou-se no álbum "The Pinocchio Theory" da Bootsy's Rubber Band, que afirma que se "você fingir o funk, seu nariz tem que crescer". Sir Nose é "Cro-Nasal", antecedendo o Cro-Magnon e o Neanderthal.
"Funkentelechy" vê um retorno do DJ Lollipop enquanto narra uma meditação de associação livre sobre super estimulação, que ele denomina "urge overkill", de coisas como pílulas e jingles comerciais do McDonald's (Big Macs) e Burger King (Whoppers). Brincando com o conceito criado por Aristóteles da Entelequia, DJ Lollipop, que também reivindica o nome de "Mr. Prolong" durante a canção, tranquiliza o ouvinte que "isso é des-controle do humor" e que o "principio do prazer foi resgatado". A última canção do álbum, "Flash Light", foi o primeiro single do Parliament a alcançar o número 1 das paradas. Ele contém uma referência à mitologia P-Funk quando o Nose encontra o funk, com a ajuda do dispositivo titular, e começa a "Descer". O caráter moral da canção bem como do Parliament, é que até mesmo Nose pode se tornar funky porque "Todo mundo tem um pouco de luz sob o sol".

### Álbuns posteriores
O álbum do Parliament de 1978 Motor Booty Affair começa com "Mr. Wiggles". O personagem principal é uma variação do DJ Lollipop. Agora, a WEFUNK está localizada na Cidade das Esmeraldas no centro de Atlântida. O personagem-título da segunda canção é  "Rumpofsteelskin" que tem tão pouco funk que "ele não enferruja e ele não se dobra". Como o álbum se passando sob a água, a natação se torna semelhante a dançar e em "Aqua Boogie (A Psychoalphadiscobetabioaquadoloop)" Sir Nose retorna para anunciar que não sabe nadar e odeia água. A arte do álbum de Overton Loyd retrata o lema "Nós temos que elevar o Atlantis ao topo", significando a necessidade de mobilidade social ascendente entre afro-americanos.
Em Gloryhallastoopid (1979), Sir Nose derrota Starchild e o transforma em uma mula em "Theme From The Black Hole". Enquanto regozijando-se com sua vitória, Sir Nose alude a várias canções de Funkentelechy e Clones com insultos como "Onde está sua lanterna (flashlight)? Onde está sua bop gun? Onde está o Doutor (Funkenstein), Starchild?".

## Show ao vivo
Em meados dos anos 1970, Clinton tinha inundado o mercado com o P-Funk e procurou capitalizar montando um show que ele chamou "Mothership Connection", também conhecido como P-Funk Earth Tour. O show empregava as técnicas de produções do glam rock como a Diamond Dogs Tour de David Bowie. O P-Funk usou até mesmo o hangar de ensaio da banda KISS em Newburgh, NY para preparar a turnê. Um dos destaques recorrentes do show era a chegada da Mothership, uma peça projetada por Jules Fisher. A Casablanca Records pagou parte do orçamento de 200.000 dólares para o show, que contou com fantasias intergalácticas e imagens da era espacial. Clinton via o show como um antídoto para a "síndrome placebo" da música anódina do mercado de massa.
O filme do concerto P-Funk's Halloween de 1976 realizado no Houston Summit fornece um excelente retrato de como era a produção do Earth Tour. O encantamento de "Prelude" de "The Clones of Dr. Funkenstein" tocava na escuridão enquanto holofotes iluminam uma pirâmide com o Olho da Providência em seu cume, ecoando o Grande Selo dos Estados Unidos:
Era uma vez, nos dias de Funkapus, o conceito de Afronautas especialmente projetados capaz de 'funkatizing' galáxias foi primeiro colocado no homem-criança.
Mas mais tarde foi retomado, e colocado entre os segredos das pirâmides até que uma atitude mais positiva em relação a este fenômeno mais sagrado, o Clone Funk, pudesse ser adquirida...
...Esperaria, junto com seus co-habitantes de reis e faraós, como belezas adormecidas com um beijo que os libertaria para multiplicar na imagem do escolhido: Dr Funkenstein...
O show é vagamente estruturado em torno da preparação da pirâmide para a ressurreição dos Afronautas, com obscuras oblações feitas pelos membros da trupe durante a primeira metade do set... Ocasionalmente, um filme de animação baseado na arte do álbum feita por Pedro Bell era exibido durante os shows. O filme segue vagamente o enredo de Funkentelechy Vs. The Placebo Syndrome com Starchild e sua his Bop Gun enfrentando Sir Nose e sua Snooze Gun.
Durante o filme, os membros da banda encorajavam o público a ligar suas lanternas para ajudar o retorno da Mothership. A plateia poderia comprar lanternas personalizadas como parte do merchandising da turnê.
Meia hora depois, a banda toca "Children of Production" que expande o imaginário do clone em "Prelude". A canção é cantada pelos "filhos" titulares que explicam que o Dr. Funkenstein estava "ciente previamente das deficiências de sua condição" e clonou as crianças para "soprar as teias de aranha da sua mente". A banda começa "Mothership Connection" que explicitamente liga de volta aos conceitos de "Prelude" em sua introdução, "Cidadãos do Universo, Anjos da Gravação, nós retornamos para reivindicar as pirâmides, festejando na  Mothership." A banda entoa o mantra de encerramento da canção: "Swing down, sweet chariot. Stop, and let me ride" enquanto o guitarrista Glenn Goins exorta o público a cantar junto. Outros membros da banda alertam que a Mothershio (nave-mãe)  não virá se o público não fizer sua parte. Goins começa a cantar repetidamente, "Vejo  a Mothership vindo!" quando a espaçonave finalmente aparece, envolta em fumaça e fagulhas.
Depois da nave-mãe aterrisar, Clinton aparece no topo de uma escadaria como se ele tivesse emergido da espaçonave. Ele está vestido como Dr. Funkenstein,
e a banda começa sua canção principal, onde ele canta, "...me chame de grande pílula, Dr. Funkenstein, o inimigo da disco com um som monstro, o canibal legal com um transplante de colisão". Dr. Funkenstein proclama que ele está "preocupado e dedicado à preservação do movimento dos quadris", ao qual as "Children of Production" replicam: "We love to funk you, Funkenstein. Your funk is the best!"
A paródia de "Swing Down Sweet Chariot" está em sintonia com muito do trabalho do P-Funk, que depende fortemente da apropriação. Essa canção em particular é retrabalhada para anunciar a chegada da Mothership, que oferece salvação a partir de uma existência sem graça (unfunky), também se alinha com a proveniência da canção. Como em muitos spirituals, "Swing Down Sweet Chariot" fala superficialmente sobre a libertação para o Céu em uma carruagem assim como aconteceu com o profeta Elias, mas também continha mensagens codificadas sobre a fuga para o Norte. Ao apropriar-se da canção para marcar a chegada da Mothership, ela se torna uma carruagem moderna enviada para libertar a audiência não de volta para a África, mas para o Espaço Sideral. O show de Clinton criou um elo narrativo das pirâmides egípcias, que muitas vezes eram usadas para simbolizar o orgulho negro em realizações passadas, para uma visão utópica da existência fora do mundo. O P-Funk estava contando uma história da grandeza passada e futura para um público marginalizado em um momento de intensa agitação social. Sua música proporcionou à comunidade negra uma alternativa ao seu ambiente opressivo, com histórias sobre o potencial da riqueza e do poder negros.

## A mitologia P-Funk na cultura popular
- O video game de 2004 Grand Theft Auto: San Andreas apresenta George Clinton como o Funktipus, o DJ de uma das estações de rádio do jogo, a Bounce FM.
- A animação de 2010 Freaknik: The Musical apresenta extra-terrestres psicodélicos com vozes de George Clinton e Bootsy Collins.
- Brincando com a estória de Mothership Connection, um episódio de The Mighty Boosh, "The Legend of Old Gregg" (temporada 2, episódio 5),

retrata o Funk como uma entidade extraterrestre viva, jogada acidentalmente para dentro da Mothership de George Clinton. O episódio contém ainda uma referência maliciosa à mitologia, com ofertas de itens como larvas de vermes no bar local frequentado por pescadores locais. Perto do final do episódio, transformado pelo leite do Funk, os personagens Howard Moon e Vince Noir realizam uma paródia marítima de "Give Up the Funk (Tear the Roof off the Sucker)".
- A cineasta Yvonne Smith criou um segmento animado para seu documentário Parliament-Funkadelic: One Nation Under a Groove, apresentando um personagem inspirado pela mitologia P-Funk, "Afronaut."[54] O personagem foi dublado pelo comediante Eddie Griffin. O documentário foi ao ar pela primeira vez pela PBS em outubro de 2005 como parte da série Independent Lens.
- Em um episódio de 2015 de Doctor Who, "The Zygon Invasion," o Doutor se refere a si próprio como 'Doctor Funkenstein'.